# روبرت ارتشر كوبر
روبرت ارتشر كوبر (بالإنجليزية: Robert Archer Cooper)‏ هو محامي وقاضي وسياسي أمريكي، ولد في 12 يونيو 1874 في مقاطعة لورينز في الولايات المتحدة، وتوفي في 7 أغسطس 1953. حزبياً، نشط في الحزب الديمقراطي. وقد انتخب حاكم كارولينا الجنوبية ‏ (21 يناير 1919 – 20 مايو 1922) وانتخب عضو مجلس نواب كارولاينا الجنوبية.